# Aleksandra Rodionova
Aleksandra Vasil'evna Rodionova (in russo Александра Васильевна Родионова?; Bratsk, 2 gennaio 1984) è una bobbista ed ex slittinista russa.

## Biografia

### Gli inizi nello slittino
Ha iniziato a gareggiare per la nazionale russa di slittino nelle varie categorie giovanili nella specialità del singolo, non riuscendo però a cogliere risultati di particolare rilievo.
A livello assoluto ha esordito in Coppa del Mondo nella stagione 2002/03 ed ha conquistato il primo podio l'11 febbraio 2007 nella gara a squadre a Winterberg (2ª). In classifica generale come miglior risultato si è piazzata al nono posto nella specialità del singolo nel 2009/10.
Partecipò a due edizioni dei Giochi olimpici invernali, esclusivamente nella specialità individuale: a Torino 2006 ha concluso in quattordicesima posizione ed a Vancouver 2010 è giunta al sesto posto.
Ha preso parte altresì a nove edizioni dei campionati mondiali, ottenendo, quali migliori risultati la nona piazza nel singolo a Cesana Torinese 2011 e la quarta nella prova a squadre ad Oberhof 2008. Nelle rassegne continentali i suoi più importanti piazzamenti sono i quinti posti raggiunti nella specialità individuale a Sigulda 2014 e nella gara a squadre ad Oberhof 2004 ed a Cesana Torinese 2008.

### Il passaggio al bob
Ha abbandonato la carriera slittinistica al termine della stagione 2013/14, dopo la delusione della mancata qualificazione ai Giochi casalinghi di Soči 2014 ed ormai incalzata dalle giovani leve dello slittino russo, per passare alla disciplina del bob, nel ruolo di pilota, entrando subito a far parte della squadra nazionale.
Debuttò in Coppa Europa a gennaio 2015 e vinse poi la competizione nella stagione 2015/16. Esordì in Coppa del Mondo poco dopo il suo debutto nel circuito continentale, il 24 gennaio 2015 a Sankt Moritz dove si piazzò undicesima nel bob a due. Detiene quale miglior risultato in una gara di coppa il sesto posto (raggiunto in due occasioni), piazzamento ottenuto anche in classifica generale nella sua miglior stagione disputata, ovvero nel 2016/17.
Ha partecipato ai Giochi olimpici invernali di Pyeongchang 2018, piazzandosi al diciassettesimo posto nel bob a due in coppia con Julija Belomestnych.
Prese inoltre parte a tre edizioni dei campionati mondiali vincendo due medaglie nella competizione a squadre miste: il bronzo a  Winterberg 2015 e l'argento a Igls 2016, edizione nella quale ottenne anche il decimo posto nel bob a due, suo miglior piazzamento. Nelle rassegne continentali giunse a ridosso del podio nel bob a due a Winterberg 2017.

## Palmarès

### Slittino

#### Coppa del Mondo
- Miglior piazzamento in classifica generale nel singolo: 9ª nel 2009/10.
- 2 podi (tutti nelle gare a squadre):
  - 1 secondo posto;
  - 1 terzo posto.

### Bob

#### Mondiali
- 2 medaglie:
  - 1 argento (gara a squadre a Igls 2016);
  - 1 bronzo (gara a squadre a Winterberg 2015).

#### Coppa del Mondo
- Miglior piazzamento in classifica generale nel bob a due: 6ª nel 2016/17.

#### Coppa Europa
- Vincitrice della Coppa Europa nel bob a due nel 2015/16;
- 9 podi (tutti nel bob a due):
  - 3 vittorie
  - 3 secondi posti;
  - 3 terzi posti.

#### Coppa Nordamericana
- Miglior piazzamento in classifica generale nel bob a due: 8ª nel 2014/15;
- 2 podi (nel bob a due):
  - 2 secondi posti.